# ماهی سبز
ماهی سبز (کره‌ای: 초록 물고기; لاتین‌نویسی اصلاح‌شده: Chorok Mulgogi) فیلمی از کارگردان کره‌ای لی چانگ-دونگ که در سال ۱۹۹۷ منتشر شد.

## بازیگران
- هان سوک-کیو در نقش Mak-dong
- Shim Hye-jin as Mi-ae
- Moon Sung-keun در نقش Bae Tae gon-
- میونگ Gye-نم در نقش کیم یانگ-kil
- کیم یونگ نم در نقش رئیس اداره پارک
- هان سئون-kyu در نقش Mak-dong 2 برادر ارشد
- جونگ جین یونگ as Mak-dong 3 برادر ارشد
- Oh Ji-hye as Soon-ok
- پسر جوان به زودی در نقش مادر
- سونگ کانگ-هو در نقش پان-su

## جوایز و نامزدی‌ها
۱۹۹۷ جایزه هنری پکسانگ
- بهترین فیلم
- بهترین بازیگر نقش اول مرد - هان سوک-کیو
- بهترین بازیگر نقش مکمل زن - Shim Hye-jin
- بهترین فیلمنامه - لی چانگ-دونگ
- بهترین مدیر جدید - لی چانگ-دونگ

۱۹۹۷ جایزه ناقوس بزرگ
- بهترین بازیگر نقش اول مرد - هان سوک-کیو
- بهترین بازیگر نقش مکمل زن - Shim Hye-jin
- بهترین فیلمنامه - لی چانگ-دونگ
- بهترین موسیقی
- هیئت داوران جایزه

۱۹۹۷ جایزه فیلم اژدهای آبی
- بهترین فیلم
- بهترین بازیگر نقش اول مرد - هان سوک-کیو
- بهترین کارگردان - لی چانگ-دونگ
- بهترین جلوه‌های بصری